# Anywhere but Home
Anywhere but Home es el primer álbum en vivo/DVD de la banda de rock Evanescence, lanzado el 23 de noviembre de 2004 por el sello discográfico Wind-up Records Este incluye los cuatro vídeos musicales de su álbum anterior, Fallen, una hora de “Detrás de Escenas”, y la grabación del concierto en Le Zenith, París. También Incluye una canción inédita (también incluida como lado B en el sencillo “Bring Me to Life”) llamada “Missing”. Hasta la fecha, el CD/DVD ha vendido un poco más de dos millones de copias en todo el mundo.

## Lista de canciones
1. Haunted – 4:10
2. Going Under – 3:57
3. Taking Over Me – 3:57
4. Everybody's Fool – 3:40
5. Thoughtless (cover de Korn) – 4:37
6. My Last Breath – 3:53
7. Farther Away – 5:02
8. Breathe No More – 3:33
9. My Immortal – 4:38
10. Bring Me to Life – 4:43
11. Tourniquet – 4:17
12. Imaginary – 5:25
13. Whisper – 5:45
14. Missing (estudio) – 4:16

## Extras
Una presentación secreta de “Bring Me to Life” en Las Vegas, Nevada puede ser encontrada en el menú principal del DVD al mover el cursor del ratón a la izquierda. El símbolo de la banda se vuelve visible en el lado izquierdo de la pantalla. Al seleccionarlo, se puede visualizar esta presentación.

## Controversia
En diciembre del 2004, Trevin y Melanie Skeensm quienes habían comprado el álbum para su hija de 13 años de edad, demandaron a Wal-Mart luego de haber escuchado la palabra 'fuck' en la canción "Thoughtless", un cover de Korn. La demanda afirmaba que a pesar de que el álbum contenía esta mala palabra, no había un sticker de "Parental Advisory" o aviso para padres. También afirmaba que el álbum violaba la política de Wal-Mart de no vender música con contenido explícito, y que la compañía debía estar al tanto de este problema debido a que una muestra gratis de esta canción estaba disponible en la página web de Walmart. La demanda fue resuelta por una orden de la corte la cual permitía a las personas que compraron el álbum en el Wal-Mart de Maryland recibir un reembolso.

## Créditos
- Amy Lee – Voz, piano
- Terry Balsamo – Guitarra líder
- John LeCompt – Guitarra rítmica, voz en Bring Me to Life
- Will Boyd - Bajo
- Rocky Gray - Batería

## Producción
- Producción: Dave Fortman
- Ingenieros: Eddie Mapp, Jeremy Parker, Joshua Swart
- Asistente de ingeniero: Michael Teaney
- Productores ejecutivos: Amy Lee, Ian Stewart

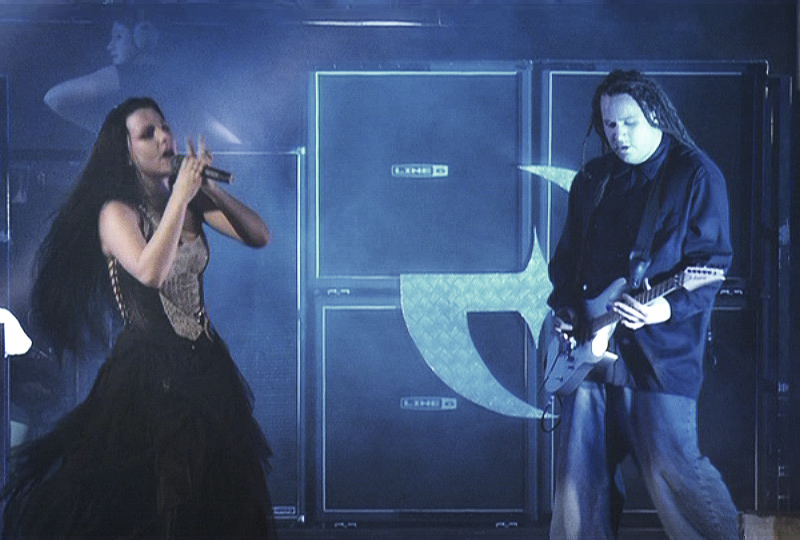
Evanescence tocando en Le Zenith, París.

- Mixing: Paul Furedi, Eddie Mapp, Dan Ricci
- Edición: Juli Berg
- A&R: Diana Meltzer
- Edición digital: Joshua Swart
- Productores de concierto: Rebecca Mays, James O'Brien, Gemma Ragg
- Director de concierto: Hamish Hamilton
- Coordinación de producción: Kristen Portanova, Karen Yaeger
- Gerencia (Management): Dennis Rider
- Directores creativos: Lee Lodge, Jason Mullings, Paul Tigwell
- Director: Rafael Alcantara
- Videografía: Rafael Alcantara
- Dirección artística del paquete: Ed Sherman
- Diseño de paquete: Bethany Pawluk, Ed Sherman
- Fotografía: Pamela Littky